# جغرافيا تصورية
لقد تطور مفهوم الجغرافيا التصورية نتيجة عمل إدوارد سعيد، وبالأخص عمله الانتقادي الاستشراق. فكلمة «تصوري» مستخدمة في هذا المعنى بمعنى «محسوس» وليس «غير حقيقي» أو «مصطنع». فهي تشير إلى حيز تم إنشاؤه من خلال صور، أو نصوص، أو محادثات معينة. ويمكن أن تُرى الجغرافيا التصورية كشكل من أشكال البنائية الاجتماعية مع مفهوم المجتمعات المتخيلة لبندكت أندرسون.

## الاستشراق
في كتابه عن الاستشراق، دلل إدوارد سعيد أن الثقافة الغربية قد ولدت نظرة عن 'الشرق' معتمدة على تصور معين، وقد شاعت هذه الفكرة من خلال الدراسات الأكاديمية الاستشراقية، وأدب الرحلات والنظرة الاستعمارية للشرق. لقد تم تأنيث المنطقة على أنها مفتوحة وبكر، مع عدم وجود إمكانية أو مفهوم قاعدة وحكومة منظمة.

## تطور النظرية
لقد تأثر سعيد كثيرًا بالفيلسوف ميشال فوكو، وقد ربط أولئك الذين قاموا بتطوير نظرية الجغرافيا التصورية هذه معًا. ترى الجغرافيا التصورية لذلك على أنها أداة للنفوذ، وكأداة للتحكم وإخضاع المناطق. وتتم مشاهدة النفوذ في أيدي أولئك الذين لهم حق تجسيد أولئك الذين يتصورونهم موضوعيًا.
هناك كُتّاب آخرون ممن تأثروا كثيرًا بمفهوم الجغرافيا التصورية، ومنهم ديريك جريجوري وجيرارد أو توتيل. يدلل جريجوري أن الحرب على الإرهاب تبين استمرار نفس مفهوم الجغرافيا التصورية الذي كشفه سعيد. ويدعي أن العالم الإسلامي تم تصويره على أنه غير متحضر؛ فقد تم وصمه بالتخلف والفشل. وهذا هو الذي يبرر، في وجهة نظر القائمين بالتصور، التدخل العسكري الذي رأيناه في أفغانستان والعراق. ويقول أو توتيل إن المعارف الجيوسياسية هي من أشكال الجغرافيا التصورية. وباستخدام نظرية المنطقة الحيوية لهالفورد ماكندر، كشف كيف أن تقديم أوروبا الشرقية/روسيا الغربية كمنطقة جيوسياسية أساسية بعد الحرب العالمية الأولى قد أثر على الإجراءات مثل إعادة إعمار بولندا والممر البولندي في معاهدة فرساي عام 1918.
كما أنه قد تم استخدام هذه النظرية لانتقاد العديد من الجغرافيات التي أنشئت، سواء كانت تاريخية أو عصرية، ومن أمثلتها عمل ماريا تودوروفا تصور البلقان. وتم انتقاد عمل صامويل هنتنجتون صراع الحضارات أيضًا لأنه يبين مجموعة كاملة من الجغرافيا التصورية. وقد احتج أيضا بعمل هالفورد ماكندر على أنه جغرافيا تصورية هامة  أكدت على أهمية الإمبراطورية البريطانية فوق الشعوب المستعمرة وأكدت وجهة نظر «الخبير» الجغرافي مع «نظرة مراقبة الإله».

## آثار الجغرافيا التصورية
تبين الجغرافيا التصورية المشاكل التي تنشأ نتيجة استخدام الخطاب العام لبناء وجهات نظر عن مناطق أو مجتمعات أخرى. يتم النظر لجميع المناظر على أنه يتم تصورها ـ لا توجد جغرافيا «حقيقية» يمكن مقارنة تلك المتصورة بها. وبذلك فعند تحليل هذه الجغرافيا ينبغي ألا يتم «قياسها» بالنسبة «للدقة»، ولكن التحليل الذي يمكن من خلاله الكشف عن النفوذ المستثمر فيها.